# Megalofrea parasparsuticollis
Megalofrea parasparsuticollis är en skalbaggsart som beskrevs av Stefan von Breuning 1971. Megalofrea parasparsuticollis ingår i släktet Megalofrea och familjen långhorningar.
Artens utbredningsområde är Madagaskar. Inga underarter finns listade i Catalogue of Life.